# Opsiphanes numatius
Opsiphanes numatius är en fjärilsart som beskrevs av Hans Fruhstorfer 1912. Opsiphanes numatius ingår i släktet Opsiphanes och familjen praktfjärilar. Inga underarter finns listade i Catalogue of Life.